# Johann Suevus
Johann Suevus, geborener Johann Schwabe (* 1564 in Annaberg; † 13. Dezember 1634 in Jena) war ein deutscher Rechtswissenschaftler.

## Leben
Johann war Sohn des Kaufmanns Sebastian Schwabe und dessen Frau Katharina (geborene Zapf). Er hatte an der Schule seiner Geburtsstadt seine ersten Bildungsgrundlagen gelegt und wurde Schüler des dortigen Gymnasiums, welches ab 1577 unter der Leitung des Rektors Wolfgang Stollberg (* 18. September 1549 in Mittweida; † 5. Juli 1601 in Annaberg) stand. Am 10. Dezember 1580 wurde er Schüler der kurfürstlich sächsischen Landesschule St. Afra in Meißen, welche Bildungseinrichtung während seiner dortigen Ausbildung unter der Leitung der Rektoren Matthäus Dresser und Johann Ladislaus (Lasla) stand. Nachdem er am 19. Dezember 1586 Meißen verlassen hatte, absolvierte er zunächst ein Studium der philosophischen Wissenschaften an der Universität Leipzig. Als kurfürstlich sächsischer Stipendiat erwarb er dort das Bakkalaureat und den Magistergrad der Philosophie. Nachdem er ein Semester lang an der Universität Wittenberg weitere Studien betrieben hatte, war er drei Jahre lang als Schreiber in Dresden tätig.
Danach setzte er sein Jura-Studium an der Universität Leipzig fort. Dort promovierte er am 16. August 1604 zum Lizentiaten und am 24. Oktober desselben Jahres zum Doktor der Rechte. Im Juli 1605 wurde er Professor der Rechte an der Universität Jena und Assessor am dortigen Landgericht. 1616 wurde er Hofrat und Konsistorialpräsident Altenburg. Da ihm das dortige Klima nicht zusagte, wechselte er 1623 wieder nach Jena und übernahm wieder eine juristische Professur. Als Hochschullehrer der Salana beteiligte er sich auch an den organisatorischen Aufgaben. So war er Dekan der Juristenfakultät und im Sommersemester 1610 sowie 1630 Rektor der Alma Mater.
Nach einem Schlaganfall litt er an melancholisch-hypochondrischen Anfällen und verstarb am 13. Dezember 1634. Sein Leichnam wurde am  17. Dezember beigesetzt, wobei Elias Küchler und Johannes Major die Leichenpredigten hielten. In der Jenaer Kollegienkirche wurde ihm ein Epitaph errichtet, welches bei der Zerstörung der Kirche im Januar 1945 verlorenging.
Suevus hatte sich am 24. April 1609 mit Christina Fomann (* 7. Februar 1589 in Jena; † 3. September 1625 ebenda), Tochter des Jenaer Professors Ortolph Fomann der Ältere, verheiratet. Die Ehe blieb kinderlos.

## Werke (Auswahl)
- De Jure Dotium. Jena 1605 (archive.thulb.uni-jena.de)
- Positione de deposito. Jena 1606.
- Ex Controverso Iure Civili, Canonico, Feudali, Saxonico, Et Provinciali Miscellanearum quaestionum decades tres. Jena 1606 (digitale.bibliothek.uni-halle.de).
- Disputatio De Iurisdictione. Jena 1607 (digitale.bibliothek.uni-halle.de).
- Quaestiones Es Iure Civili, Canonico Et Feudali Desumtae. Jena 1607 (archive.thulb.uni-jena.de).
- Positiones Quaestionum De Sponsalibus Et Nuptiis. Jena 1607 (reader.digitale-sammlungen.de)
- Positiones de concursu actionum. Jena 1608 (reader.digitale-sammlungen.de).
- Disputtatio Juridica de mora. Jena 1608 (reader.digitale-sammlungen.de).
- Disputatio Iuridica, Ad L. Lecta, 40. ff. de reb. Cred. & §. quinimò, & seq. ff. de pact. iunctis similib. De Pactis: Quae adiiciuntur, tam in eontinenti, quam ex intervallo, & bonae fidei, & stricti iuris contractibus. Jena 1608 (digitale.bibliothek.uni-halle.de).
- De Jure Accrescendi Lib. III. Jena 1609 (reader.digitale-sammlungen.de).
- Disputatio De Renunciationibus. Jena 1610 (archive.thulb.uni-jena.de).
- De Successionibus Ab Intestato. Jena 1611 (diglib.hab.de).
- Disputatio Iuridica De Actionibus Mixtis, Finium Regundorum, Familiae herciscundae, Communi dividundo. Jena 1612 (archive.thulb.uni-jena.de).
- Sequentes Conclusiones De Obligationibus Dividuis Et Individuis, earumq[ue] effectu & usu in iure civili, canonico & feudali. Jena 1613 ( digitale.bibliothek.uni-halle.de).
- De Obligationibus dividuis et individuis. Jena 1613.
- Iuris Bellici Delineatio Brevissima. Jena 1614 (reader.digitale-sammlungen.de).
- Quaestiones Controversae: Ex Iure Civili Et Feudali Depromtae. Jena 1614 (archive.thulb.uni-jena.de).
- De Usucapionibus, Materia Utilissima Et In Foro Frequentissima. Jena 1616 (archive.thulb.uni-jena.de).
- Disputatio Inauguralis De Successione Ab Intestato, Tam Civili, Quam Feudali. Jena 1633 (archive.thulb.uni-jena.de).
- Quaestionum ad constitutionem pacificatae religionis directarum decuria. Jena 1615 (reader.digitale-sammlungen.de).
- Sylloge Controversiarum Fideiussoriarum. Theorico-Practicarum. Jena 1616 (diglib.hab.de).
- Decades Tres Conclusionum methodicarum Jurisdictionis. Jena 1616 (archive.thulb.uni-jena.de).
- De iure accrescendi Libri Tres. Jena 1617
- De Rerum Et Verborum Significatione, Libri II. In quibus per rationes dubitandi & decidendi singulae leges & paragraphi illius tituli in Digestis explicantur, cum Indice tam Rerum & Verborum quam etiam legum. Jena 1621 (digitale.bibliothek.uni-halle.de).
- De jure molarum. Jena 1624 (diglib.hab.de).
- Tractatus des Inspectione Vulnerum lethalium. 1629.
- Sylloge dissertationis … de privilegiis rusticorum. Jena 1630 (reader.digitale-sammlungen.de).
- Disputatio De Iure Arresti. Jena 1630 (digitale.bibliothek.uni-halle.de).
- Disp. inaug. de successione ab intestato, tam civili quam feudali. Jena 1633 (reader.digitale-sammlungen.de).